# Unzer Weg
Unzer Weg – wydawany w języku jidysz tygodnik społeczno-literacki mniejszości żydowskiej w Częstochowie o orientacji syjonistycznej, ukazujący się od 1930 do 1939 roku.
Organ prasowy Organizacji Syjonistycznej wydawany w nakładzie 500 egzemplarzy. Redaktorami naczelnymi byli kolejno Moszek Nowak, Izrael Dancygier i Moszek Tauzewicz.